# Луговцы (урочище)
Луговцы (бел. Лугаўцы) — лесное урочище в Дубровенском районе Витебской области Белоруссии, на территории Малобаховского сельсовета.

## География
Урочище Луговцы представляет собой лесной массив с преобладанием сосны площадью 4,3 км², расположенный на левом берегу Днепра в образованной им излучине. С юго-востока примыкает к автодороге местного значения P-22 Орша—Дубровно. Находится примерно в 3-х километрах к юго-западу от Дубровно.
В юго-западной части массива протекает малая речка Табора, здесь же расположено её устье. В 0,4 км от устья речка принимает небольшой правый приток — ручей длиной менее километра.
В устье Таборы расположен детский оздоровительный лагерь «Луговцы», ранее к югу от него имелся ещё один детский лагерь — «Дружба». С юго-западной стороны к лесному массиву примыкает садоводческое товарищество «Луговцы», ещё один дачный посёлок имеется с северо-восточной стороны.

## История
Во второй половине XIX века в устье Таборы располагался населённый пункт Логовцы, насчитывавший 4 двора.
В 1930-е годы в этом месте находился домик лесника, в юго-восточной части урочища в это время имелись хутора Чёрный Ворон и Малиновка.
В 1966 году на месте бывшего домика лесника был основан пионерский лагерь «Луговцы».
Согласно Генеральному плану города Дубровно, утверждённому в 1973 году, урочище Луговцы было объявлено зоной отдыха.